# ケベック人
ケベック人（ケベックじん、フランス語: Québécois）とはカナダのケベック州の人口の大多数を占める民族、ケベック・フランス語を母語とする。

## 歴史
ケベック人の起源はフランス人である。ケベックはかつてラテン語でノウァ・フランキアとよばれたフランスの植民地であった。この時代に開拓民として移り住んだ人々の子孫がケベック人である。